# Bondage Fairies
Bondage Fairies (originalment Insect Hunter) és una sèrie de còmics manga hentai creada per Teruo Kakuta (conegut com a Kondom). És considerada el primer èxit de hentai traduït. Mostra fades tenint sexe entre elles i amb insectes i ratolins arribant a haver-hi sexe tentacular i shibari. Trisha L. Sebastian la criticà positivament. I segons l'investigador Jason Thompson és el manga hentai amb més renom. Belén García Villena analitzà seguint un mètode feminista una de les sèries de Bondage Fairies, Bondage fairies Extreme, concloent que: conté elements transgressors i elements que perpetuen els valors patriarcals.
Als Estats Units d'Amèrica fou publicat entre 1993 i 1994 per Venus Comics, on tingué un gran èxit.